# Gran Área Metropolitana de Oporto

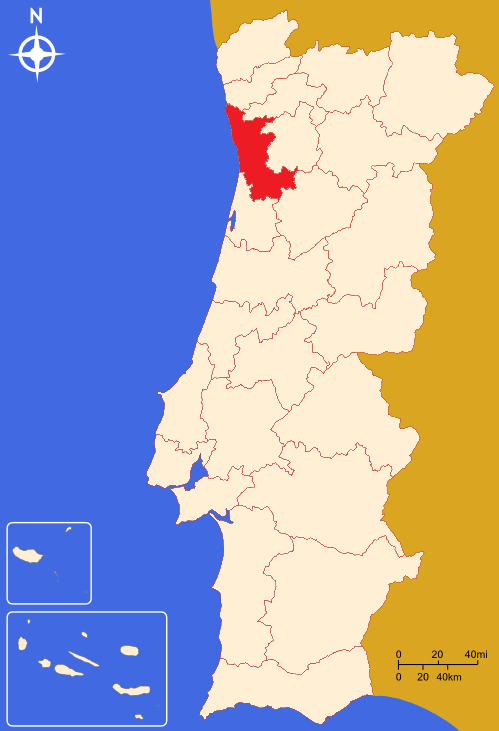
Gran Área Metropolitana de Oporto

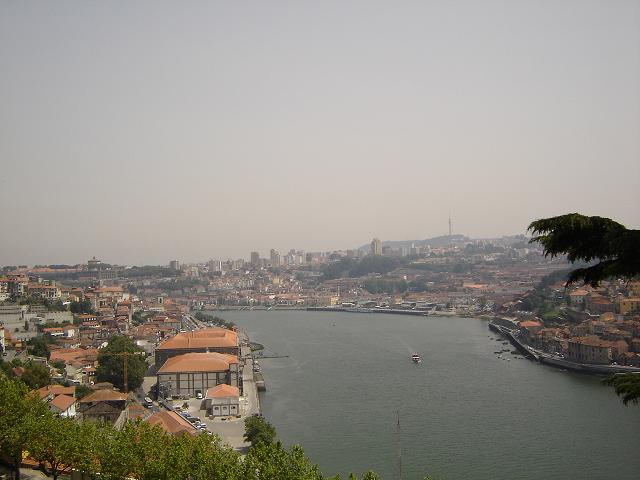
El Duero a su paso por el Gran Oporto.

La GAMP (también llamada de AMP) La Gran Área Metropolitana de Oporto (en portugués, Grande Área Metropolitana do Porto) es un área metropolitana portuguesa, con sede en la ciudad de Oporto, que agrupa 17 municipios (concelhos) que, en el censo de 2001, contaban en total con 1.759.524 habitantes repartidos por una superficie de 2.038,88 km² y una densidad de 863 hab/km². Esos municipios son:
| Municipio            | Área         | Población (2011) | Densidad    |
| -------------------- | ------------ | ---------------- | ----------- |
| Oporto               | 41,42 km²    | 237 591          | 5 736,1/km² |
| Resto de Gran Oporto | 1997,46 km²  | 1 521 933        | 761,9/km²   |
| Arouca               | 329,11 km²   | 22 359           | 67,94/km²   |
| Espinho              | 21,06 km²    | 31 786           | 1 509,3/km² |
| Gondomar             | 131,86 km²   | 168 027          | 1 274,3/km² |
| Maia                 | 82,99 km²    | 135 306          | 1 630,4/km² |
| Paredes              | 156,76 km²   | 86 854           | 554,1/km²   |
| Matosinhos           | 62,42 km²    | 175 478          | 2 811,3/km² |
| Oliveira de Azeméis  | 161,10 km²   | 68 611           | 425,9/km²   |
| Póvoa de Varzim      | 82,21 km²    | 63 408           | 771,3/km²   |
| Santo Tirso          | 136,60 km²   | 71 530           | 523,6/km²   |
| Santa Maria da Feira | 213.45 km²   | 139 312          | 652,7/km²   |
| São João da Madeira  | 7,94 km²     | 21 713           | 2 734,6/km² |
| Trofa                | 72,02 km²    | 38 999           | 541,5/km²   |
| Vale de Cambra       | 147,33 km²   | 22 864           | 155,2/km²   |
| Valongo              | 75,12 km²    | 93 858           | 1 249,4/km² |
| Vila do Conde        | 149,03 km²   | 79 533           | 533,7/km²   |
| Vila Nova de Gaia    | 168,46 km²   | 302 295          | 1 794,5/km² |
| Total                | 2 038,88 km² | 1 759 524        | 863,0/km²   |

La GAMP es la segunda área metropolitana de Portugal en cuanto a población. Además la aglomeración urbana se extiende más allá de los límites de los 16 municipios que abarca la Gran Área Metropolitana de Oporto, incluyendo otras áreas urbanas como Braga, Guimarães y Aveiro sumando alrededor de tres millones de habitantes. La totalidad del arco del noroeste de Portugal forma en realidad una sola aglomeración urbana que conecta Oporto y Braga con Vigo, en Galicia, España.